# 국립 노보시비르스크 대학교
국립 노보시비르스크 대학교(러시아어: Новосибирский государственный университет 노보시비르스키 고수다르스트벤니 우니베르시테트[*]), 공식명 국립 노보시비르스크 국가 연구 대학교(러시아어: Новосибирский национальный исследовательский государственный университет 노보시비르스키 나치오날니 이슬레도바텔스키 고수다르스트벤니 우니베르시테트[*])는 러시아 노보시비르스크에 있는 과학 연구 단지 아카뎀고로도크에 위치한 국립 종합 대학교이다. 2016년 러시아 대학 평가 및 QS 유럽 · 중앙아시아 대학 평가 순위에서 각각 2위를 차지하였다.

## 개요
1959년 러시아 학술원 회원이었던 미하일 라브렌티예프, 세르게이 소볼레프와 세르게이 흐리스티아노비치에 의해 러시아 학술원 시베리아 지부 설립 계획의 일환으로 1959년에 창립되었다. 건학의 시기는 러시아의 다른 대학교보다 늦었지만 현재 모스크바 국립 대학교, 상트페테르부르크 국립 대학교와 함께 러시아의 주요 대학교로 성장하였다.

## 편제
- 공학·수학부
- 물리학부
- 자연과학부
- 지질학·지구물리학부
- 경제학부
- 정보기술학부
- 인문학부
- 외국어학부
- 언론학부
- 심리학부
- 철학부
- 법학부
- 의학부

## 대한민국과의 교류
국립 노보시비르스크 대학교에는 한국어 전공 과정이 설치되어 있으며, 부산외국어대학교와 교환 학생 상호 파견 및 학술 교류를 실시하고 있다.